# 赫爾山 (埃爾斯沃思地)

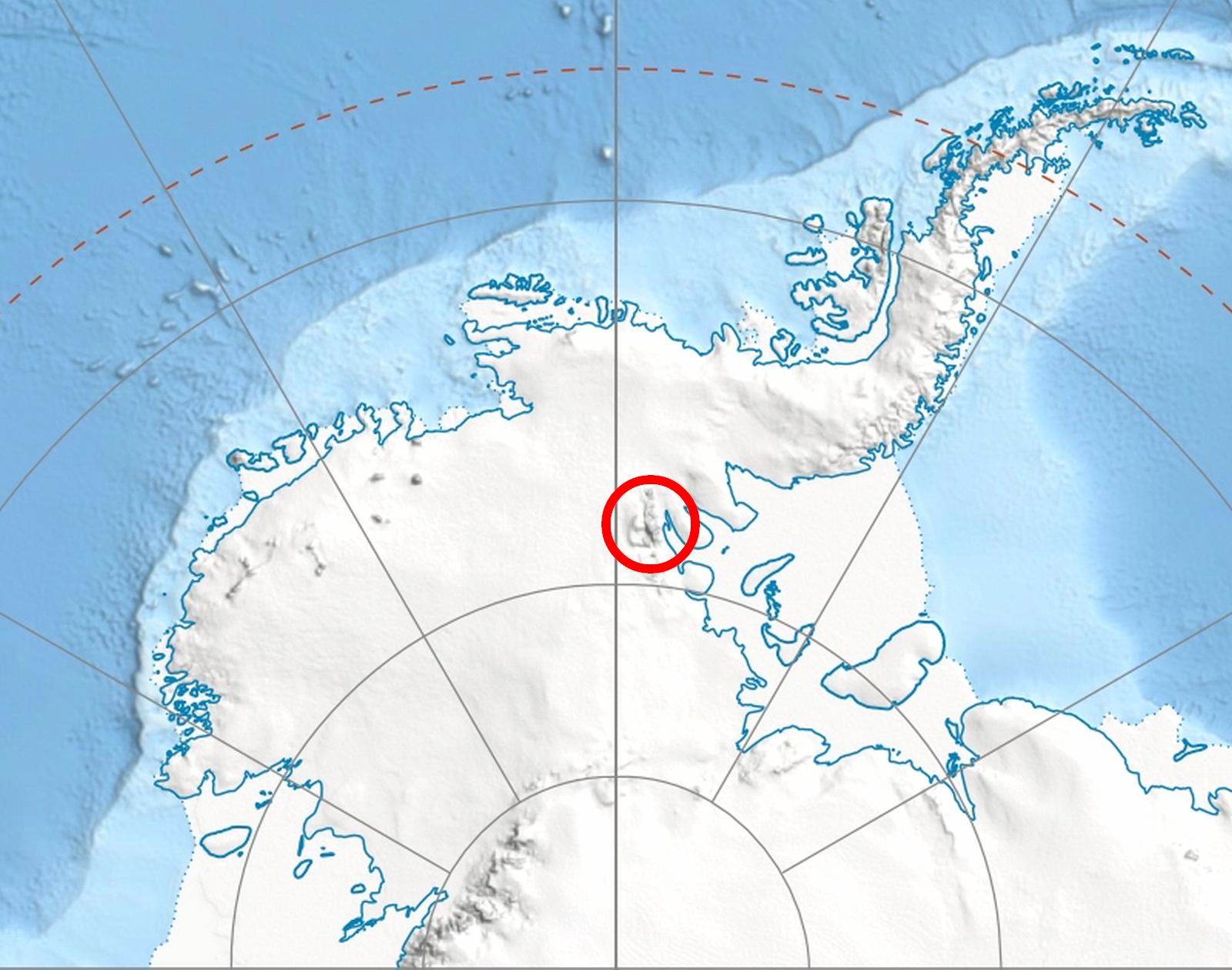

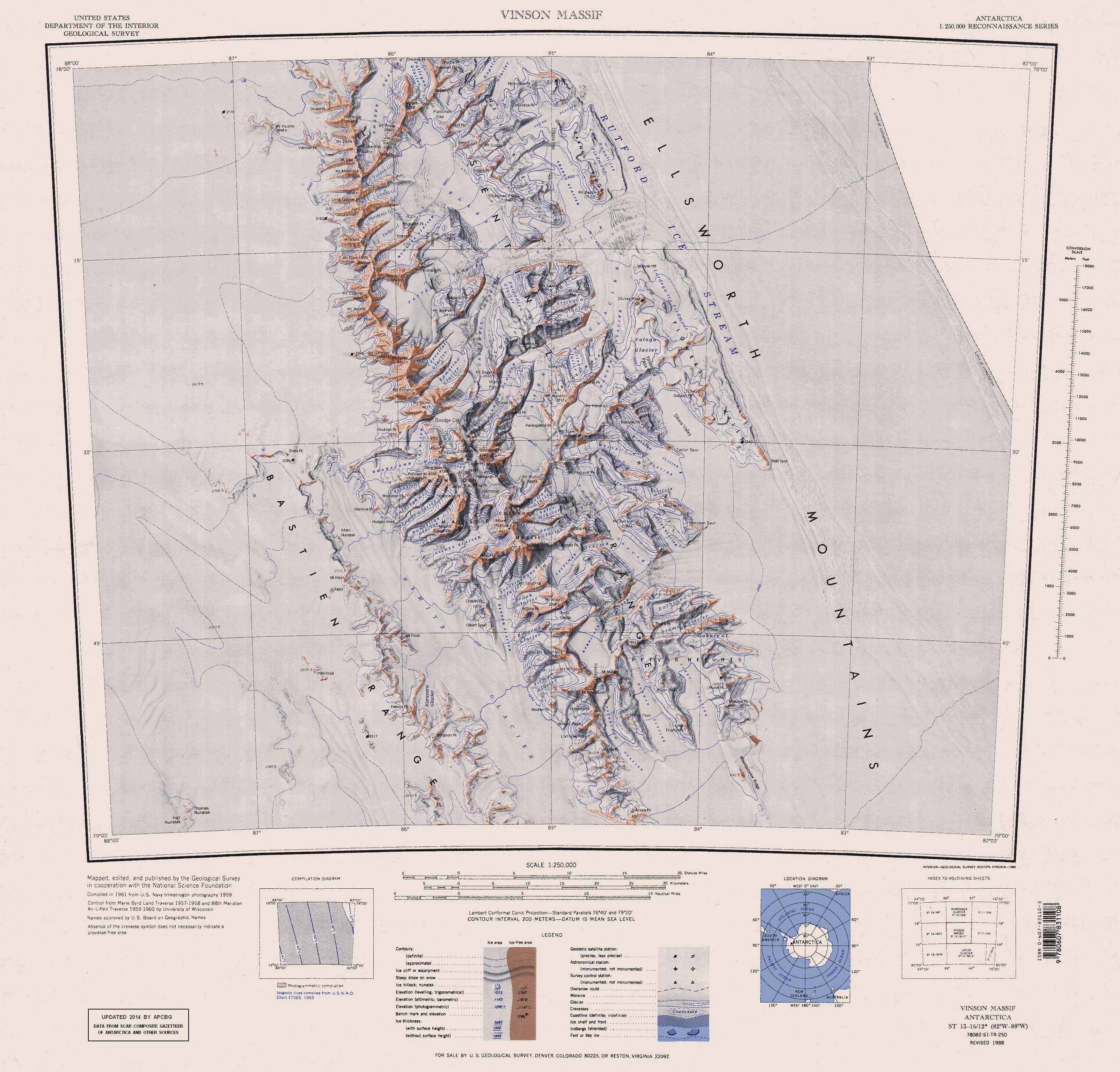

赫爾山（英語：Mount Hale）是南極洲的山峰，位於埃爾斯沃思地，處於戴維斯山西北面1.5英里，屬於埃爾斯沃思山脈的一部分，海拔高度3,595米，以極光物理學家命名，現時由南極條約體系管理。